# 에밀 콩브
에밀 콩브(Émile Combes)는 1835년 9월 6일 타른 로크쿠르브에서 태어나 1921년 5월 25일 샤랑트마리팀 퐁에서 사망한 프랑스의 정치인이다.